# Svenska spelen
Svenska spelen var namnet på två tävlingsarrangemang som anordnades 1916 och 1922.

## Bakgrund
När OS 1916 inställdes på grund av det första världskriget, väckte en A. A:son Murray förslag om att Svenska Spel skulle arrangeras som en ersättning. Då Sveriges OK avböjde att stå som arrangör, sammankallade Svenska Fotbollförbundet intresserade specialförbund till ett sammanträde varvid en kommitté tillsattes bestående av Anton Johanson, E. Borgvall, och E. Juhlin. Denna drog upp riktlinjerna för spelen. En organisationskommitté med S. Hermelin, G. G:son Uggla, E. Bergvall och Anton Johanson på de ledande posterna tillsattes senare.

## Svenska Spelen 1916

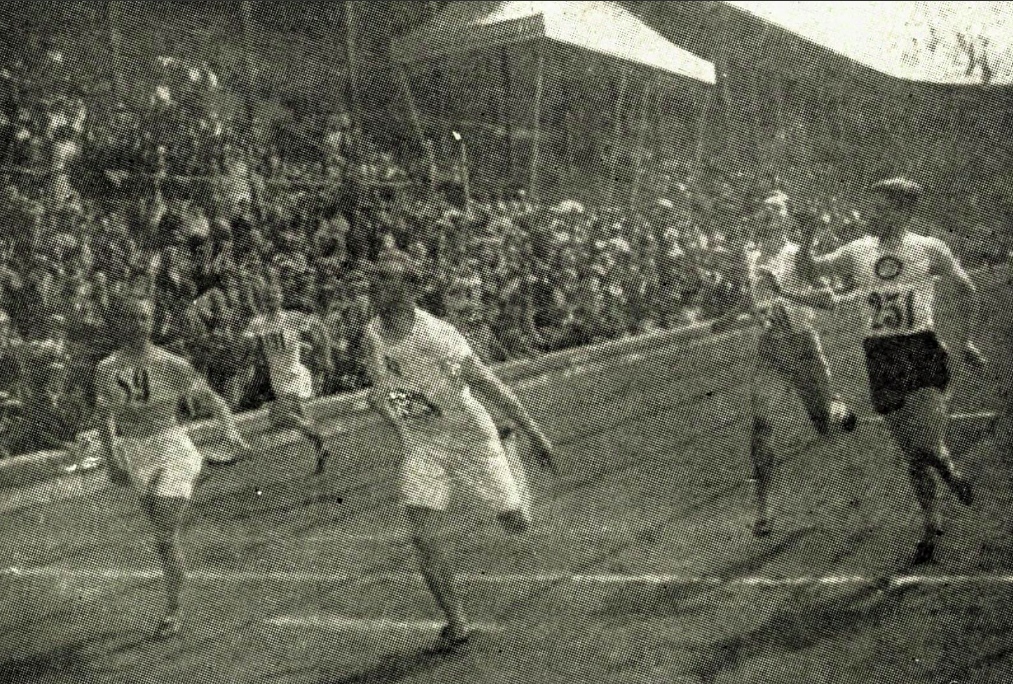
Olav Frogner vinner 200 meter. Till vänster: John Larsson (2:a plats). Till höger: Agne Holmström (3:e plats).

Spelen, som var öppna för svenska, norska och danska idrottsmän, arrangerades 8-16 juli 1916 i Stockholm. Norge och Danmark deltog i friidrott, brottning, cykel, fäktning, rodd och kortdistansskjutning. Sverige startade ensamt i fotboll, simning (SM), tennis (SM), hästsport (prishoppning, prisridning och fälttävlan), militär idrott (fälttävlan till fots och till häst) samt rapportföring på motorcykel. Dessutom förekom uppvisningar i gymnastik samt en sångarfest med omkring 4000 deltagare.
Sverige dominerade fullständigt de internationella tävlingarna, och erövrade 40 första-, 28 andra- och 30 tredjepris; Norge fick respektive 3, 12 och 4; Danmark fick 8, 9 och 6.

### Resultat
- Brottning
  - Fjädervikt: Gottfrid Svensson, Djurgården
  - Lättvikt: P. Amundsen, Norge
  - Mellanvikt A: E. Fältström, Argos, Landskrona
  - Mellanvikt B: Claes Johansson, Örgryte IS
  - Tungvikt: K. Wasström, Djurgården

- Cykel - tävlingen ingick i den årliga Mälaren runt
  - 1) T. Stryken, Norge - 11.19.5,2
  - 2) P. Henriksen, Norge
  - 3) S. Lundberg, Sverige - 11.34.33,8

- Fotboll - en distriktstävling arrangerades med femton deltagare. Semifinal och final spelades i Stockholm.
  - Semifinaler
    - Stockholm-Östergötland 3-2
    - Göteborg-Skåne 1-0

  - Final
    - Göteborg-Stockholm 4-2

- Friidrott
  - 100 m: Agne Holmström, Fredrikshof, 11 s
  - 200 m: Olav Frogner, Norge, 22,5
  - 400 m: F. Björk, Krigsskolan, 50
  - 800 m: Anatole Bolin, IFK Stockholm, 1.57
  - 1 500 m: John Zander, Mariebergs IK, 4.06,4
  - 5 000 m: John Zander, Mariebergs IK, 15.16,3
  - 10 000 m: L. Dam, Danmark, 32.13,7
  - Maraton: J. Westberg, Södermalm, 2.41.00,4
  - 3 000 m, nationslag: Sverige - 6 poäng (individ. J. Zander 8.52,3)
  - 3 000 m, föreningslag: Sparta, Köpenhamn - 18 poäng (individ. M. Karlsson, Södermalm - 8.50)
  - 3 000 m hinder: John Zander, Mariebergs IK, 9.58,4
  - 110 m häck: E. Levin, Marieberg - 16
  - 400 m häck: T. Norling, M.A.I. - 57,9
  - Stafett 4x100 m, nationslag: Sverige - 43,2
  - Stafett 4x100 m, distriktslag: Stockholm - 44,2
  - Stafett 4x100 m, föreningslag: Marieberg - 43,9
  - Stafett 4x400 m, nationslag: Sverige - 3.30,1
  - Stafett 4x400 m, distriktslag: Skåne - 3.30
  - Stafett 4x400 m, föreningslag: Fredrikshof - 3.29,4
  - Höjd: Bo Ekelund, Stockholms Akad. IF - 1,85
  - Stav: Claes Gille, Gefle IF - 3,83
  - Längd: Georg Åberg, IFK Norrköping - 6,98
  - Tresteg: S. Runström, Göta Karlstad - 14,25
  - Kula: Eric Lemming, Örgryte IS - 23,48 (12,23)
  - Diskus: Oskar Zallhagen, Kronobergs IK - 77,69 (41,26)
  - Slägga: Arvid Åberg, IFK Norrköping - 45,58
  - Spjut: Yngve Häckner, Uppsala Studenters IF - 106,61 (61,13)
  - Vikt: Robert Olsson, Örgryte IS - 9,49
  - Tiokamp: E. Albinsson, Thor, Uppsala - 7 402,82 poäng
  - Dragkamp: Stockholms-Polisen

- Rodd - Sverige vann NM i utriggade åttor och fyror samt single scull jämte de internationella tävlingarna i samma klasser. Danmark vann bägge klasserna för inriggade fyror.

## Svenska Spelen 1922
Svenska Spelen 1922, vid vilka Anton Johanson var den drivande kraften i organisationen, var av betydligt mindre format och utan internationellt deltagande. De omfattade bara fotboll, friidrott och simning (SM) och arrangerades 14-17 juli.

### Resultat
- Fotboll - turneringen utgjordes av semifinaler och final i Svenska Fotbollsveckan, där Göteborg inte deltagit och Stockholm blivit utslaget av Dalarna i första omgången med 4-2.
  - Semifinaler: 
    - Skåne - Gästrikland 3-0
    - Östergötland - Värmland 5-1

  - Final:
    - Skåne - Östergötland 3-2

  - Match om tredje pris:
    - Gästrikland - Värmland 5-0

- Friidrott - arrangerades i form av en lagtävling mellan distrikten.
  - Resultat lagtävling:
    - 1) Stockholm - 7 063,720 poäng
    - 2) Södermanland - 6 671,140
    - 3) Göteborg - 6 550,525
    - 4) Uppland - 6 534,432
    - 5) Västmanland-Närke - 6 460,670
    - 6) Skåne - 6 352,402

- - Individuella segrare:
    - 100 m: N. Sandström, Hellas - 11,1
    - 400 m: N. Engdahl, Järva - 49,9
    - 800 m: E. Sundblad, Göta - 1.58,8
    - 1 500 m: E. Söderbom, IFK Göteborg - 4.18,1
    - 5 000 m: E. Backman, Tidaholm - 15.11,5
    - 10 000 m: E. Backman, Tidaholm - 32.12,7
    - Maraton: G. Kinn, Thor, Uppsala - 2.36.12,3
    - 110 m häck: G. Lindström, Hellas - 16,2
    - Stafett 4x100 m (ej ingående i distriktstävlingen): Stockholm - 43,8
    - Höjd: L. Tirén, Strängnäs - 1,75
    - Stav: L. Tirén, Strängnäs - 3,50
    - Längd: Georg Johansson, Göta - 6,83
    - Tresteg: S. Runström, Göta Karlstad - 13,94
    - Kula: Bertil Jansson, Örebro SK - 26,02 (13,69)
    - Diskus: Allan Eriksson, Katrineholm - 75,36 (39,74)
    - Slägga: Carl Johan Lind, IF Göta - 48,55
    - Spjut: H. Lilliér, Marieberg - 101,43 (58,54)